# Lijst van burgemeesters van Callantsoog
Dit is een lijst van burgemeesters van de voormalige Nederlandse gemeente Callantsoog (provincie Noord-Holland) tot die gemeente op 1 januari 1990 opging in de gemeente Zijpe.
| Ambtsperiode | Naam burgemeester                    | Partij of stroming | Bijzonderheden                                        |
| ------------ | ------------------------------------ | ------------------ | ----------------------------------------------------- |
| 1825 - 1831  | P. van Marken                        |                    | eerder al schout                                      |
| 1831 - 1844  | Cornelis (C.) Siemers                |                    | burgemeester van Zijpe (1841-1850) geweest            |
| 1844 - 1847  | Dirk (D.) Zutphen                    |                    |                                                       |
| 1847 - 1849  | C. Visser                            |                    | tevens burgemeester van Schagen (1848-1855)           |
| 1850 - 1853  | A. Kruger                            |                    |                                                       |
| 1853 - 1870  | A.J. van Doorn                       |                    | tevens burgemeester van Zijpe (1850-1870)             |
| 1870 - 1913  | Gerardus Cornelis Hulst              |                    | tevens burgemeester van Zijpe                         |
| 1914 - 1917  | jhr. Egbert Willem Justinus de Beyer |                    | later burgemeester van Oterleek                       |
| 1917 - 1920  | G.J. Lovink                          |                    | later burgemeester van Anna Paulowna                  |
| 1920 - 1926  | J. Koster                            |                    | later burgemeester van Winkel                         |
| 1926 - 1935  | Dirk Breebaart Kz.                   |                    | later burgemeester van Zijpe                          |
| 1936 - 1944  | Gerrit Dirk Rehorst                  |                    |                                                       |
| 1944 - 1945  | J.K. Nieuwenhuis jr.                 | NSB                | waarnemend, tevens burgemeester van Zijpe (1943-1945) |
| 1945 - 1946  | Gerrit Dirk Rehorst                  |                    | later burgemeester van Texel en Den Helder            |
| 1946         | Dirk Breebaart Kz.                   |                    | waarnemend, tevens burgemeester van Zijpe             |
| 1946 - 1970  | Willem Leendert Correljé             |                    |                                                       |
| 1970 - 1976  | Christiaan (C.H.) Moll               | PvdA               | voorheen burgemeester van Middelie, Kwadijk en Warder |
| 1976 - 1987  | Pier (P.) van Gosliga                | PvdA               |                                                       |
| 1987 - 1990  | Wim (W.C.) Vierhout                  | PvdA               | waarnemend, later burgemeester van Gasselte           |